# Яне Юллінґ
Яне Юллінґ (швед. Jane Gylling, 6 квітня 1902 — 10 березня 1961) — шведська плавчиня.
Призерка Олімпійських Ігор 1920 року, учасниця 1924 року.